# Hugo Grrrl
George Fowler (1 de abril de 1991), más conocido de nombre artístico, Hugo Grrrl, es un drag king, comediante y productor de cabaret de Nueva Zelanda, ganador de la temporada inaugural de House of Drag. Al ingresar en el programa, Hugo Grrrl se convirtió en el primer drag king y el primer hombre trans en competir en un reality show de drag.

## Carrera
Después de terminar sus estudios, Fowler trabajó de noche en bares antes de tener una crisis de identidad de género a los veinte años y decidir vestirse como drag. Renunció a su trabajo y comenzó su carrera como drag king a tiempo completo. En 2016, Hugo Grrrl creó sus conocidos espectáculos "Naked Girls Reading", que consiste en mujeres desnudas recitando literatura en voz alta, y "The Pun Battle", que generalmente es una batalla entre dos comediantes con un juego de palabras. Tras el éxito y la popularidad de ambos espectáculos, Hugo Grrrl decidió llevarlos de gira por todo el país.

### House of Drag
En 2018, Hugo Grrrl participó en House of Drag, un programa de televisión de competencia de telerrealidad de Nueva Zelanda producida por Warner Bros. International TV Production New Zealand para TVNZ OnDemand y OutTV. Debutó el 15 de noviembre de 2018 en TVNZ OnDemand. En el primer episodio, todos los concursantes fueron presentados y participaron en un desafío de sesión de fotos. Hugo ingresó con un atuendo tipo Ringmaster y tuvo una impresionante sesión de fotos que le hizo salvarse esa semana. En el segundo episodio, los concursantes participaron en un desafío de comedia con Hugo Grrrl vistiendo un traje rosa. Su stand up consistió en salir del armario como un hombre trans. En el tercer episodio, Hugo comenzó el episodio vistiendo un traje de boy scouts. Después de una parodia cómica de tai chi, los concursantes hablaron sobre las críticas que recibieron Hugo Grrrl y Trinity Ice por ser personas transgénero y drags. Hugo Grrrl ganó el desafío de la semana, que fue un desafío de vestimenta de bricolaje.
El cuarto episodio comenzó con Hugo Grrrl reflejando su victoria de la semana anterior. En el desafío de este episodio, los concursantes hicieron un desafío de actuación. Sorprendentemente, la capitana del equipo, Lola Blades, eligió a Hugo para estar en su equipo. Su actuación en equipo fue el comienzo de la carrera de la anfitriona Anita Wigl'it. El equipo de Hugo ganó el desafío, salvándolo una vez más de cara la siguiente semana. El sexto episodio comenzó con Hugo hablando un poco sobre su rival, Lola Blades, con Bunny Holiday. En el desafío de este episodio, los concursantes tuvieron un torneo de cuatro personas de batalla de rap. Hugo derrotó a Leidy Lei en las semifinales, sin embargo, perdió contra Lola Blades en la final. Hugo Grrrl se mantuvo a salvo en el episodio de dicha semana. En el final de temporada, la competencia se redujo a sus tres finalistas. En el desafío final, los concursantes tuvieron que competir en un desafío de sincronización de labios con "Cherry Blossom" de Sal Valentine. Después de una exitosa sincronización de labios, Hugo Grrrl ganó la temporada inaugural de House of drag con Lola Blades en segundo lugar y Leidy Lei en tercer lugar. Hugo se llevó a casa un premio de $10,000, un televisor LG Smart LED de 55" y un año de banda ancha gratis.

## Vida personal
George Fowler nació en Christchurch, hijo de dos profesores de inglés. Se mudó a Wellington a la edad de 17 años.

## Filmografía
| Año  | Título         | Papel    | Notas                |
| ---- | -------------- | -------- | -------------------- |
| 2018 | TVNZ Breakfast | Él mismo | [ 15 ]               |
| 2018 | Seven Sharp    | Él mismo | [ 16 ]               |
| 2018 | House of Drag  | Él mismo | 7 episodios, ganador |

## Eventos y tours
- The Pun Battle[17]
- Naked Girls Reading[18]

## Premios
- 2017 Wellington Comedy Award a Mejor Productor (Ganador)[19]
- 2018 Wellington Comedy Award a Mejor Productor (Ganador)[20]
- 2018 Wellington Comedy Award a Mejor MC (Ganador)
- 2018 Wellington Comedy Award a Logro Destacado (Ganador)
- 2018 Wellington Comedy Award en Categoría de Artes (Nominado)[21]